# Histoire d'O (film)
Cet article concerne le film « Histoire d'O ». Pour le roman du même nom, voir Histoire d'O. Pour la série de bande dessinée, voir Histoire d'O (bande dessinée).
Ne doit pas être confondu avec Histoires d'eau, Histoire d'os ou Histoires d'os.
 (juin 2017).
Pour plus de détails, voir Fiche technique et Distribution.
Histoire d’O (The Story of O) est un film franco-germano-britannico-canadien réalisé par Just Jaeckin, sorti en 1975.
Le scénario du film est une adaptation du roman érotique Histoire d’O publié en 1954 par Pauline Réage.

## Synopsis
O est une jeune femme libre et indépendante, qui est emmenée par son amant René dans un château situé à Roissy où elle devient esclave de son plein gré. René la donne ensuite à Sir Stephen qui devient le nouveau maître d'O. D'abord réticente, O devient amoureuse de Sir Stephen. Ce dernier la fait marquer au fer rouge et la soumet à diverses pratiques sexuelles sado-masochistes.

## Fiche technique
- Titre : Histoire d’O
- Titre anglais : The Story of O
- Réalisation : Just Jaeckin, assisté de Christine Gozlan, André Delacroix et Jean-Louis Lapassade
- Scénario : Sébastien Japrisot d'après Histoire d'O de Pauline Réage publié par Jean-Jacques Pauvert
- Production : Gérard Lorin, Eric Rochat
- Sociétés de production : Yang Films, S.N. Prodis
- Sociétés de distribution : Concorde Film, Artisan Entertainment, Allied Artists Pictures
- Musique : Pierre Bachelet et Matt Camison
- Photographie : Robert Fraisse et Yves Rodallec
- Son : Jean-Claude Duval, Alex Pront et Laurent Quaglio
- Décors : Jean-Baptiste Poirot
- Costume : Tan Giudicelli
- Coiffeur : Zorica Lozic et Patrick Ales
- Maquilleur : Aïda Carange et Florence Fouquier
- Directeur artistique : Jean-Baptiste Poirot
- Montage : Francine Pierre
- Scripte : Colette Crochot
- Pays d'origine :  France /  Allemagne de l'Ouest /  Canada /  Royaume-Uni
- Langue : français
- Format : couleur - 1,85:1 - mono, 35 mm
- Genre : érotique, drame
- Dates de sortie : 
  - France : 28 août 1975
- Classification : 
  - France : interdit aux moins de 18 ans (réévalué ensuite à moins de 16 ans)

## Distribution
- Corinne Cléry (doublée vocalement par Béatrice Delfe) : O
- Anthony Steel : Sir Stephen
- Udo Kier : René
- Jean Gaven : Pierre
- Christiane Minazzoli : Anne-Marie
- Martine Kelly : Thérèse
- Jean-Pierre Andréani : Éric, maître II
- Gabriel Cattand : le commandant
- Li Sellgren : Jacqueline
- Albane Navizet : Andrée
- Nadine Perles : Jeanne
- Laure Moutoussamy : Norah, la femme de chambre
- Henri Piégay : maître I
- Alain Noury : Ivan
- Florence Cayrol (comme Jehanne Blaise) : Yvonne
- Eva Carson : Monique
- Sylvie Olivier : Claire
- Bernard Jeantet : Florent
- Jean-François Mathieu : Regis
- Stéphane Macha : Georges
- Vladimir Brajovic : maître III
- Judith Novak : Madeline
- Gabriel Briand : maître IV
- Alain Jarry : (?)
- Caroline Baudry : fille de Roissy blond platine
- Puce : (?)
- Vibeke Knudsen : modèle en studio photo
- Roger Trapp : gondolier
- Pin Pin : (?)

Non crédités
- Just Jaeckin : maître
- Zorica Lozic : assistante au studio photo
- Michèle Montel : narratrice
- Robert Schootemeyer : maître V

## Autour du film
- Christopher Lee a refusé le rôle de Sir Stephen.
- Histoire d'O a été initialement interdit au Royaume-Uni en 1975, mais les sorties vidéo / DVD ont été approuvées par le British Board of Film Classification en 2000.
- Le film était basé sur le célèbre roman érotique de l'écrivain français Pauline Réage.
- Anulka Dziubinska devait à l'origine jouer le rôle principal de "O". Mais elle a refusé le rôle sur la recommandation de son agent[2].
- Le film devait à l'origine être réalisé par Alejandro Jodorowsky et produit par Alan Klien. Klien a soutenu financièrement les deux films précédents de Jodorow, El Topo (1970) et La Montagne sacrée (1973). Mais Alejandro Jodorowsky s'est retiré du projet et Alan Klien a eu du mal à trouver un remplaçant et a finalement vendu les droits du film[2].

## Box office
| Pays ou région    | Box-office        |
| ----------------- | ----------------- |
| France            | 3 512 531 entrées |
| Allemagne         | 3 500 000 entrées |
| Total hors France | 3 500 000 entrées |
| Total Monde       | 7 012 531 entrées |